# Eutelia solitaria
Eutelia solitaria är en fjärilsart som beskrevs av Holland 1894. Eutelia solitaria ingår i släktet Eutelia och familjen nattflyn. Inga underarter finns listade i Catalogue of Life.